# Строитель (Архангельская область)
Строитель (до 2021 года — Строителей) — посёлок в Плесецком районе Архангельской области. Входит в Североонежское городское поселение.

## География
Посёлок расположен в нескольких километрах от Североонежска.

## Название
28 октября 2020 года Архангельское областное Собрание депутатов направило документы на экспертизу о переименовании посёлка в посёлок Строитель. 6 февраля 2021 года посёлок Строителей переименован в посёлок Строитель.

## Население
| 2002 | 2010 | 2012 |
| ---- | ---- | ---- |
| 88   | ↗122 | ↘100 |